# Liste der Bodendenkmäler in Zell am Main
Auf dieser Seite sind die Bodendenkmäler in dem unterfränkischen Markt Zell am Main zusammengestellt. Diese Tabelle ist eine Teilliste der Liste der Bodendenkmäler in Bayern. Grundlage ist die Bayerische Denkmalliste, die auf Basis des Bayerischen Denkmalschutzgesetzes vom 1. Oktober 1973 erstmals erstellt wurde und seither durch das Bayerische Landesamt für Denkmalpflege geführt wird. Die folgenden Angaben ersetzen nicht die rechtsverbindliche Auskunft der Denkmalschutzbehörde.

## Bodendenkmäler in Zell am Main

### Bodendenkmäler in der Gemarkung Zell am Main
| Lage                   | Objekt | Akten-Nr.     | Bild |
| ---------------------- | --- | ------------- | ---- |
| Zell a.Main (Standort) | Untertägige Bauteile des ehemaligen spätmittelalterlichen und frühneuzeitlichen Prämonstratenserinnenklosters von Unterzell mit untertägigen Teilen der ehemalige Klosterkirche und des ehemaligen Ökonomiebereiches sowie Körpergräber des Mittelalters und der frühen Neuzeit und neuzeitliche Synagoge. Siehe auch: Kloster Unterzell | D-6-6125-0068 |      |
| Zell a.Main (Standort) | Untertägige Teile und Vorgängerbauten des mittelalterlichen und frühneuzeitlichen Klosters mit Klosterkirche von Oberzell sowie der zugehörigen Ökonomiegebäude. Siehe auch: Kloster Oberzell | D-6-6125-0107 |      |
| Zell a.Main (Standort) | Archäologische Befunde im Bereich des frühneuzeitlichen Vorgängerbaues der modernen katholischen Pfarrkirche St. Laurentius von Zell am Main. Siehe auch: St. Laurentius (Zell am Main) | D-6-6125-0140 |      |
| Zell a.Main (Standort) | Grabhügel der Hallstattzeit. | D-6-6225-0178 |      |
| Zell a.Main (Standort) | Grabhügel vorgeschichtlicher Zeitstellung. | D-6-6225-0179 |      |